# Грабовац (Чеминац)
Грабовац је насељено место у Барањи, општина Чеминац, Осјечко-барањска жупанија, Република Хрватска.

## Историја
До територијалне реорганизације у Хрватској, налазио се у саставу старе општине Бели Манастир.

## Становништво
На попису становништва 2011. године, Грабовац је имао 872 становника.

## Попис 1991.
На попису становништва 1991. године, насељено место Грабовац је имало 1.079 становника, следећег националног састава:
| Попис 1991.‍   | Попис 1991.‍  | Попис 1991.‍ | Попис 1991.‍ | Попис 1991.‍ |
| ------------- | ------------ | ----------- | ----------- | ----------- |
|               |              |             |             |             |
| Хрвати        | Хрвати       |             | 873         | 80,90%      |
| Југословени   | Југословени  |             | 58          | 5,37%       |
| Срби          | Срби         |             | 34          | 3,15%       |
| Мађари        | Мађари       |             | 31          | 2,87%       |
| Словенци      | Словенци     |             | 12          | 1,11%       |
| Немци         | Немци        |             | 6           | 0,55%       |
| Македонци     | Македонци    |             | 1           | 0,09%       |
| Црногорци     | Црногорци    |             | 1           | 0,09%       |
| остали        | остали       |             | 3           | 0,27%       |
| неопредељени  | неопредељени |             | 31          | 2,87%       |
| регион. опр.  | регион. опр. |             | 3           | 0,27%       |
| непознато     | непознато    |             | 26          | 2,40%       |
| укупно: 1.079 |              |             |             |             |